# زجاجي العين الأقطع
زجاجي العين الأقطع أو قُراد الجِمال الأقطع (الاسم العلمي: Hyalomma truncatum) هو نوع من العنكبوتيات يتبع جنس زجاجي العين من فصيلة اللبوديات الصلبة.